# Faro de Punta Cumplida
Der Faro de Punta Cumplida ist ein Leuchtturm an der Nordostküste der zu Spanien gehörigen Kanarischen Insel La Palma. Er dient der Positionsbestimmung der Küstenschifffahrt und befindet sich in der Gemeinde Barlovento, östlich des Dorfes Barlovento und in der Nähe der Meerwasserschwimmbecken Piscinas de La Fajana.
Der Turm wird von der Autoridad Portuaria de Santa Cruz de Tenerife (Hafenbehörde für die Provinz Santa Cruz de Tenerife) betrieben. Seit 2019 ist im Gebäude ein Luxushotel untergebracht.

## Turm
Der Bau des Leuchtturms hat seinen Ursprung in dem Beleuchtungsplan der Kanarischen Inseln durch einen Königlichen Erlass vom 28. April 1857.
Der Baubeginn war 1861. Der aus Quaderbasalt gemauerte Leuchtturm wurde an der Küste auf einer Anhöhe von 34 Metern errichtet und ging 1867 in Betrieb. Der 34 Meter hohe, leicht konische Turm mit einem Durchmesser von 5,30 Metern an seiner Basis besitzt im oberen Bereich eine Doppelgalerie, die 1997 mit der Laterne rekonstruiert wurde. Die ausgetauschte Optik des Faro de Punta Cumplida von 1992 wurde bis 2013 im Passagier-Terminal im Hafen von Santa Cruz de Tenerife ausgestellt (siehe Bild). 2013 ist sie nach Barlovento zurückgekehrt und wird im Ortskern ausgestellt.
Im August 2011 wurde der Leuchtturm zur Energieeinsparung mit LED-Lampen ausgestattet. Er sendet alle fünf Sekunden weißes Licht aus, das eine Reichweite von 23 Seemeilen hat.
Der mehr als 150 Jahre alte Turm ist der älteste Leuchtturm Spaniens und einer von vier betriebsbereiten Leuchttürmen auf La Palma: Im Westen befindet sich der Faro de Punta Lava, im Südosten der Faro de Arenas Blancas und im Süden der Faro de Fuencaliente.

## Hotelbetrieb
2017 wurde die Umwandlung der Gebäude zum Hotelbetrieb für 35 Jahre genehmigt. Nach Abschluss der Arbeiten erfolgt Ende März 2019 die Einweihung. Das Hotel mit einem Swimming Pool und einem Patio bietet zwei Zweibett-Suiten und eine für bis vier Personen sowie die Möglichkeit, das ganze Ensemble zu buchen.

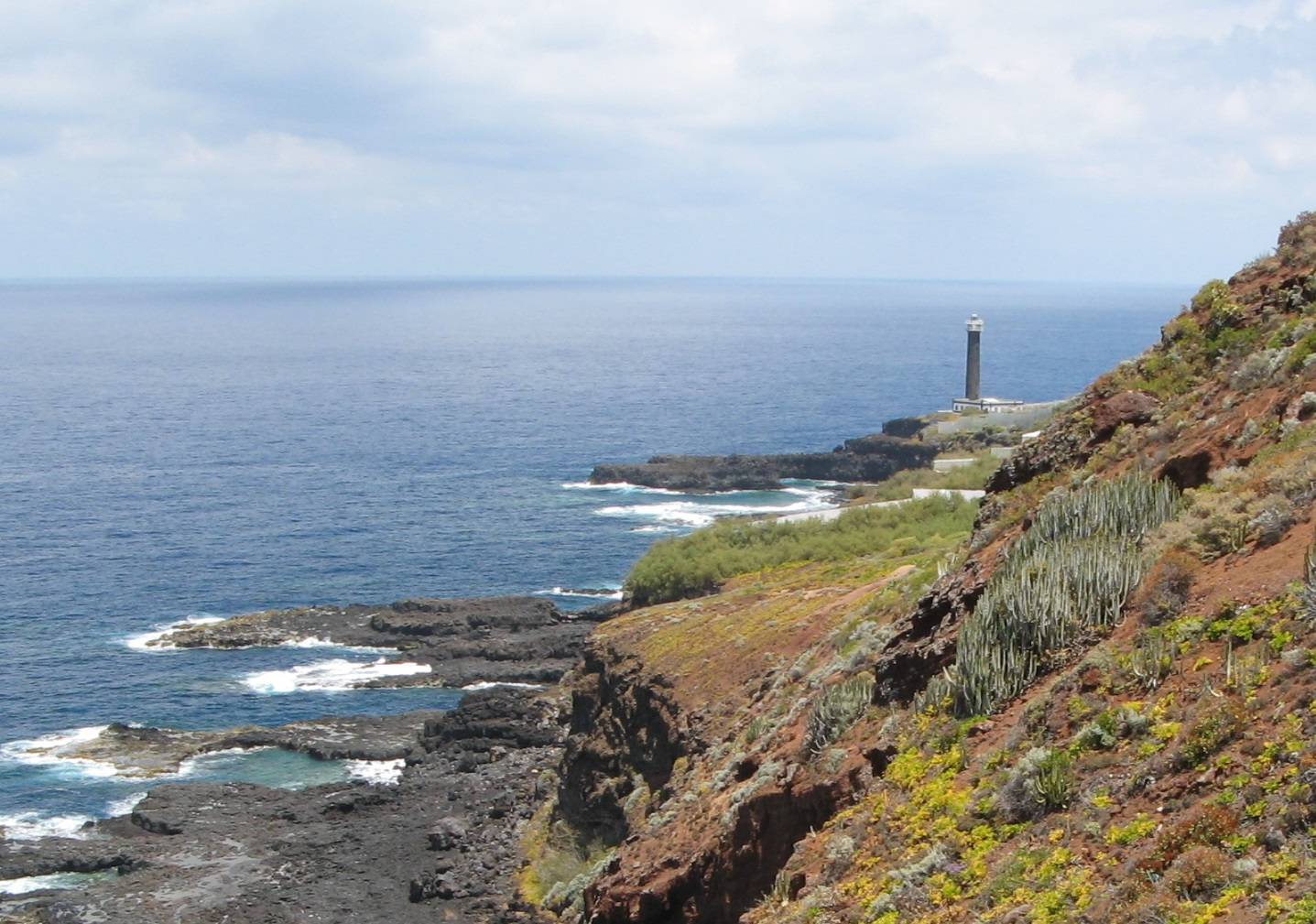
Faro de Punta Cumplida
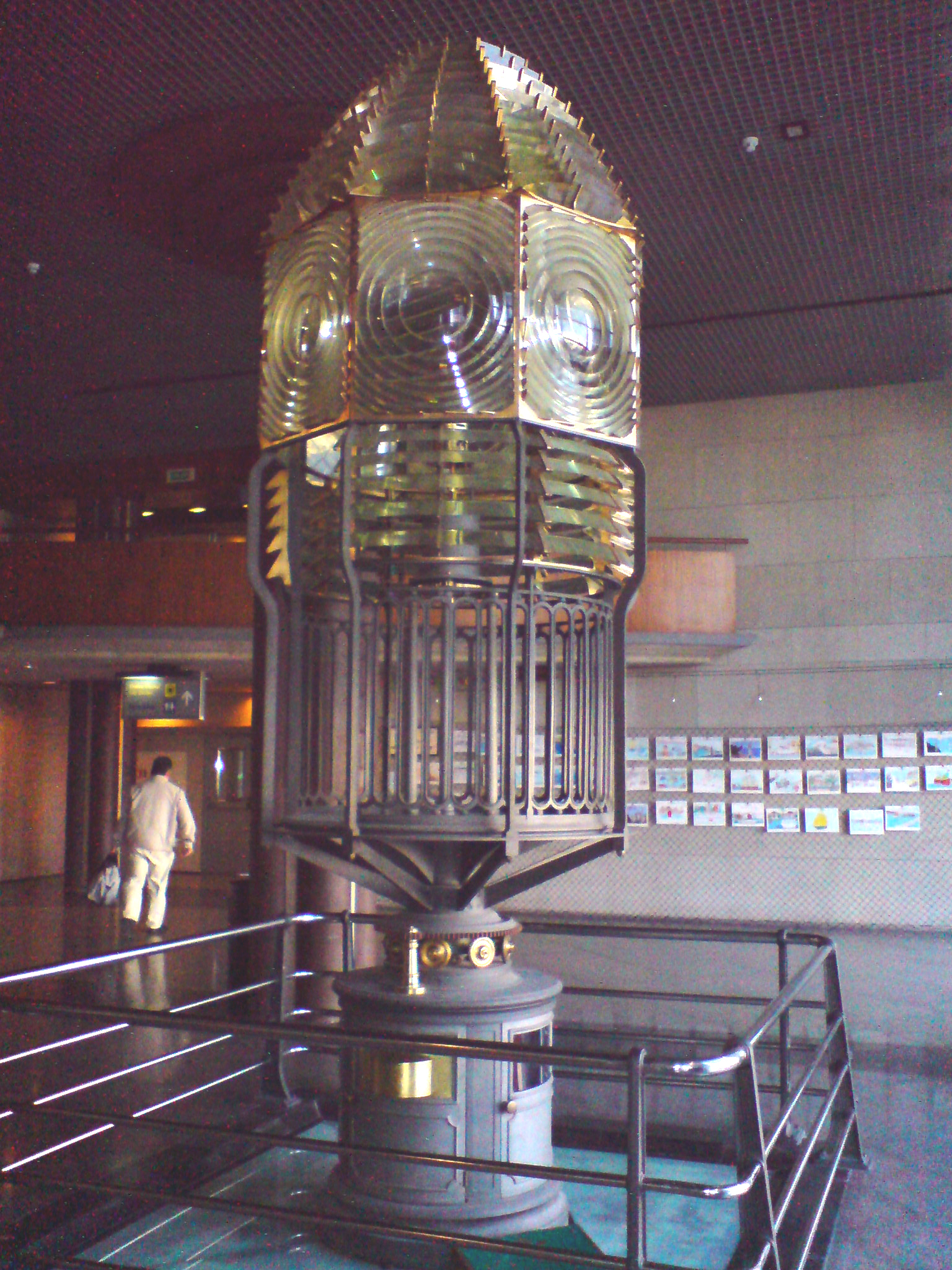
Optik des Faro de Punta Cumplida von 1992